# Verklaring van verbondenheid
De verklaring van verbondenheid is de verklaring die wordt afgelegd op een naturalisatieceremonie in het Koninkrijk der Nederlanden om zodoende de Nederlandse nationaliteit te kunnen verkrijgen. De verklaring dient te worden uitgesproken door iedereen ouder dan 16 jaar, die na 1 maart 2009 naturalisatie heeft aangevraagd of een optieverklaring heeft afgelegd. Bij de aanvraag van naturalisatie of het afleggen van de optieverklaring dient de kandidaat zich bereid te verklaren de Verklaring van verbondenheid af te leggen.

## Bijeenkomst
Een gemeente organiseert meestal meerdere keren per jaar een bijeenkomst waarop naturalisandi en optanten de verklaring kunnen afleggen. Wie niet verschijnt, wordt opnieuw opgeroepen. De naturalisandus of optant is pas Nederlander nadat de verklaring is afgelegd. Wie een jaar na de beslissing tot naturalisatie de verklaring niet heeft afgelegd, zal opnieuw naturalisatie moeten aanvragen of een optieverklaring moeten afleggen.
De genoemde bijeenkomst vindt in elk geval plaats op 15 december en gaat dan in de meeste gemeenten gepaard met enkele festiviteiten.

## Religieus en niet-religieus
Zoals bij elke eed kan er gekozen worden tussen twee varianten, die op enkele punten variëren. Er is een religieuze en een niet-religieuze variant:
| Ik zweer dat ik de grondwettelijke orde van het Koninkrijk der Nederlanden, haar vrijheden en rechten respecteer en zweer de plichten die het staatsburgerschap met zich meebrengt getrouw te vervullen. Zo waarlijk helpe mij God almachtig. | Ik verklaar dat ik de grondwettelijke orde van het Koninkrijk der Nederlanden, haar vrijheden en rechten respecteer en beloof de plichten die het staatsburgerschap met zich meebrengt getrouw te vervullen. Dat verklaar en beloof ik. |

## Inhoud
De tekst van de verklaring kan door de burgemeester voorgelezen worden. De naturalisandi en / of optanten spreken dan alleen de bekrachtigingsformule uit. Ze doen dat in het Nederlands.
Met de verklaring geeft de naturalisandus of optant aan de vrijheden en rechten van de rechtsstaat ("de grondwettelijke orde") te eerbiedigen; hij of zij erkent dat de wetten van het Koninkrijk voor hem of haar gelden en erkent de grondrechten, de staatsvorm en -inrichting en de internationale verdragen. De democratie, de rechterlijke onafhankelijkheid, en de scheiding van kerk en staat worden alle erkend door de spreker. De belangrijkste rechten zijn de grondrechten en de zorg die de overheid van rechtswege dient te verlenen; tot de plichten behoort de verplichting om met medeburgers samen te leven.

## Doelstellingen
De Verklaring heeft een ander doel dan de inburgeringsplicht bij naturalisatie, waarmee wordt nagegaan of de naturalisandus over de vaardigheden beschikt om deel te nemen aan het Nederlands maatschappelijk verkeer. De Verklaring van verbondenheid is bedoeld om de relatie met de samenleving te versterken en geldt voor zowel naturalisandi als optanten.

## Uitzonderingen
Van de verplichting van het ondertekenen van de bereidverklaring en het vervolgens afleggen van de verklaring van verbondenheid wordt alleen vrijstelling gegeven, indien het afleggen van de verklaring van verbondenheid redelijkerwijs niet gevraagd kan worden. Indien mogelijk wordt de verklaring van verbondenheid dan wel schriftelijk afgelegd. 